# Дудин, Николай Михайлович
Николай Михайлович Дудин (20 декабря 1925, дер. Большие Дудинцы, Вятская губерния — 3 ноября 1994, Светлый Яр, Волгоградская область) — советский военнослужащий, участник Великой Отечественной войны, полный кавалер ордена Славы, командир отделения 201-й отдельной разведывательной роты 311-й стрелковой дивизии, ефрейтор.

## Биография
Родился 20 декабря 1925 года в деревне Большие Дудинцы. С 1934 года жил в городе Ойрот-Тура. В 1942 году окончил 7 классов школы. Работал на валяльно-войлочной фабрике.
В армии с января 1943 года. Проходил обучение в 36-м учебно-стрелковом полку.
Участник Великой Отечественной войны: в мае-сентябре 1944 — разведчик взвода пешей разведки 196-го гвардейского стрелкового полка. Участвовал в Витебско-Оршанской, Полоцкой, Шяуляйской и Рижской операциях.
В ночь на 22 сентября 1944 года во время разведки в районе деревни Дзерши первым скрытно подполз на рубеж атаки и по сигналу первым бросился вперёд. Ворвавшись в траншею, гранатами уничтожил двух противников. Будучи ранен, не покинул поля боя. Продолжая выполнять задачу по захвату пленного, превозмогая боль, огнём из автомата прикрывал действия группы захвата. До ноября 1944 года находился на излечении в госпитале в городе Даугавпилс.
Приказом командира 67-й гвардейской стрелковой дивизии № 103/н от 20 октября 1944 года гвардии ефрейтор Дудин Николай Михайлович награждён орденом Славы 3-й степени. Но из-за того, что он сам в это время находился в госпитале, орден ему так и не был вручён…
С ноября 1944 года — разведчик, командир отделения 201-й отдельной разведывательной роты. Участвовал в блокаде курляндской группировки противника, Варшавско-Познанской, Восточно-Померанской и Берлинской операциях.
В ночь на 4 марта 1945 года в составе группы захвата из 10 человек проник в тыл противника между фольварками Зехов и Нейхов, где встретился с группой солдат противника численностью до 25 человек. В результате завязавшегося боя в составе группы уничтожили свыше 10 противников, а троих взял в плен.
Приказом командира 311-й стрелковой дивизии № 053/н от 4 апреля 1945 года красноармеец Дудин Николай Михайлович награждён орденом Славы 3-й степени.
10 марта 1945 года во время разведки боем в районе Гросс-Христенберг и Хорнскруг в числе первых ворвался в расположение врага. Из автоматов и гранатами группой было уничтожено немало противников, а 2 офицера и 7 солдат взяты в плен.
Приказом командующего 61-й армией № 512/н от 26 мая 1945 года красноармеец Дудин Николай Михайлович награждён орденом Славы 2-й степени.
30 апреля 1945 года в районе городов Бенкендорф и Нойруппин в составе разведгруппы внезапным налётом уничтожил свыше 10 и пленил 3 вражеских солдат. При преследовании противника разведчики взяли в плен ещё до взвода противников.
Указом Президиума Верховного Совета СССР от 15 мая 1946 года ефрейтор Дудин Николай Михайлович награждён орденом Славы 1-й степени.

### После войны
После войны с июня 1945 года служил помощником командира взвода в 73-й гвардейской отдельной разведроте 75-й гвардейской стрелковой дивизии (в Группе советских войск в Германии), а с июня 1946 года — в 17-й гвардейской отдельной стрелковой бригаде (в Московском военном округе; город Тула). В октябре 1946 — мае 1951 — помощник офицера-воспитателя в Тульском суворовском военном училище.
В июне 1952 года окончил курсы по подготовке лейтенантов пехоты при Омском военном пехотном училище. В июне 1952 — мае 1957 — командир миномётного взвода и командир миномётной батареи 221-го гвардейского стрелкового полка (в Беломорском и Северном военных округах: город Архангельск). В мае 1957 — сентябре 1962 — командир миномётной батареи и командир стрелковой роты 184-го мотострелкового полка (в Северном и Ленинградском военных округах; Карелия).
В октябре 1962 — ноябре 1966 — командир стрелковой роты и секретарь партийной организации 133-го отдельного мотострелкового батальона 6-й отдельной мотострелковой бригады (в Группе советских войск в Германии; Берлин). Батальон выполнял задачи по охране памятника советским воинам в Тиргартене и охране тюрьмы Шпандау с фашистскими преступниками, а также привлекался для выполнения специальных задач в Восточном и Западном Берлине.
В ноябре 1966 — июне 1967 — заместитель командира мотострелкового батальона по политчасти 64- го мотострелкового полка (в Группе советских войск в Германии).
С июля 1967 — заместитель командира учебного мотострелкового батальона по политчасти, а в мае 1968 — январе 1974 — секретарь партийного комитета 70-го гвардейского учебного мотострелкового полка (в Северо-Кавказском военном округе; город Грозный). С января 1974 года подполковник Н. М. Дудин — в запасе.
С 1977 года работал инженером на Грозненском телеграфе.
Жил в городе Грозный (Чеченская Республика), с начала 1990-х годов — в посёлке Светлый Яр Волгоградской области.
Умер 3 ноября 1994 года. Похоронен в Волгограде на кладбище Кировского района.
Заслуженный наставник рабочей молодёжи ЧИАССР (11.04.1984), полковник (1980).

## Награды
- Орден Отечественной войны 1-й степени (11.03.1985);
- Орденами Славы 1-й (15.05.1946) и 2-й (26.05.1945) степеней, двумя орденами 3-й степени (20.10.1944, 04.04.1945);
- медали, в том числе:
  - 2 медали «За отвагу» (20.10.1944; 4.04.1945)
  - 2 медали «За боевые заслуги» (21.08.1953; 28.02.1971)
  - другие медали.

## Память

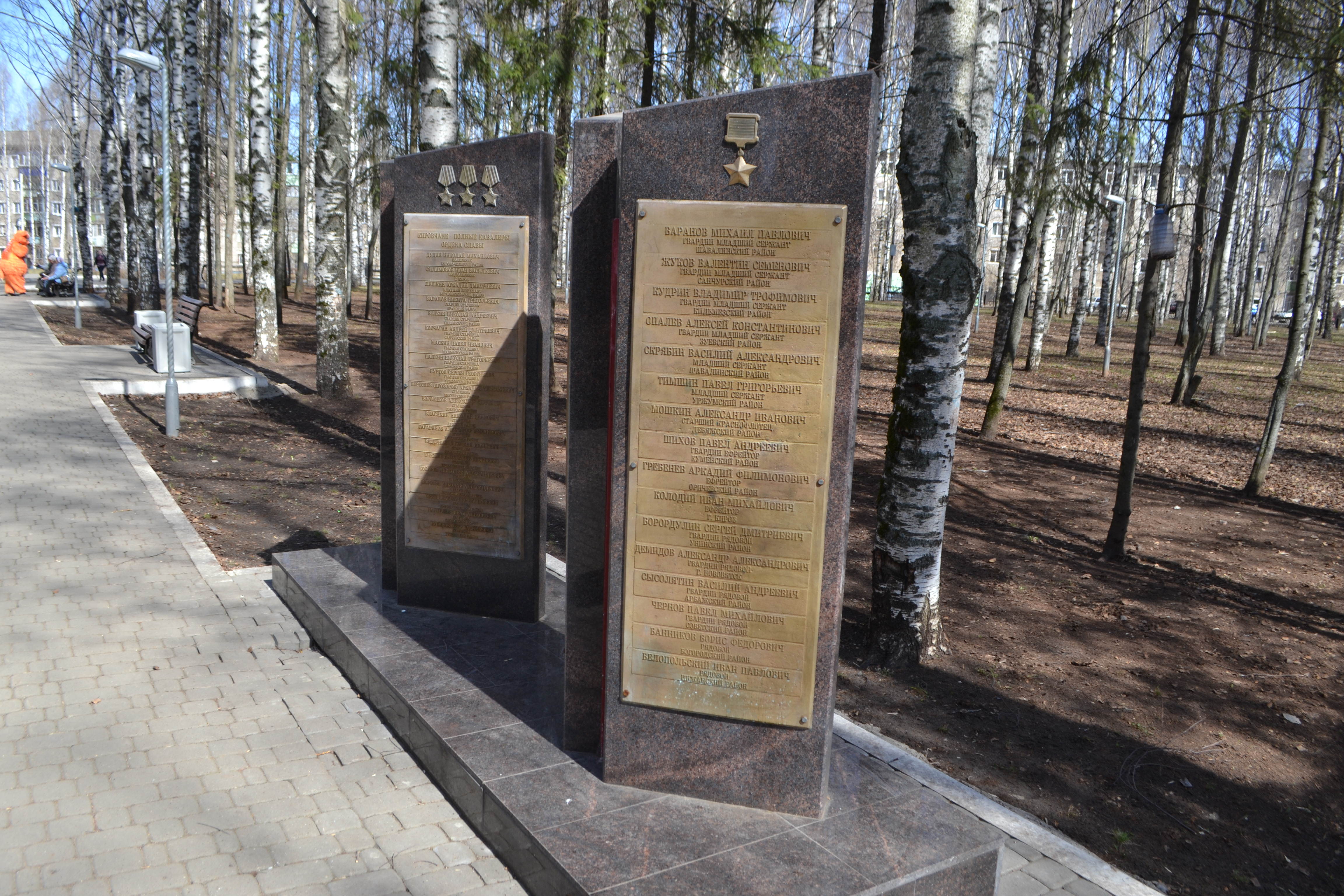
Имя Героя выбито на гранитной стеле на Аллее Славы в парке Победы города Кирова 2019

- Имя Героя выбито на гранитной стеле на Аллее Славы в парке Победы города Кирова 2019.

## Комментарии
1. ↑  Деревня Большие Дудинцы, относившаяся к Просницкой волости Вятского уезда, в последующем входила в состав Суслопаровского сельсовета Просницкого района. Не сохранилась; ныне — территория Фатеевского сельского поселения, Кирово-Чепецкий район Кировской области[1].